# 마시타 마사요시
마시타 마사요시(일본어: 真下正義)는 1997년 1월 ~ 3월에 후지 TV 계열에서 방송된 드라마 《춤추는 대수사선》 및 그 극장판의 등장인물이다. 그리고 같은 드라마의 스핀오프 작품인 《교섭인 마시타 마사요시》의 주인공. 배우는 유스케 산타마리아.

## 프로필
- 경찰청 장관 관방부・경시 (THE MOVIE3 시작) ⇒ 경시청 완간경찰서서장・경시정 (THE MOVIE3 종료시점)
- 1973년 3월 12일생. B형. (생일, 혈액형은 유스케 산타마리아 본인과 같다.)
- 본적 : 도쿄도
- 주소 : 경찰청 관사
- 최종 학력 : 도쿄대학 법학부 졸업
- 특기 : 컴퓨터, 채팅
- 2005년 카시와기 유키노 (배우: 미즈노 미키)와 결혼

## 인물
TV 시리즈 시작 당시에는 완간서 형사과 강력계에 연수차 배치된 경부보로 등장. "5년 후 이곳의 부서장"이라고 불리고 있다. 미워할 수 없는 캐릭터. 아버지는 경시청 제1방면 본부장 (TV 시리즈 당시. THE MOVIE 2에서의 대사에 따르면 2003년에는 경찰청에서 근무하는 것으로 보인다.) 처음부터 아오시마보다도 계급은 높았고, 캐리어이며, "도쿄대 법학부 졸업에, 아버지가 현직 경찰 간부"라는 춤추는 대수사선 시리즈에서 등장하는 수많은 인물들 중에서도 가장 복받은(?) 입장에 있음에도 불구하고, 캐리어답지 않은 모습과 어린 나이로 인해 아오시마에게도 "선배", "마시타"라고 부르는 사이이며, "허리가 아프다"가 입버릇인 와쿠 헤이하치로의 허리를 주물러 주는 등, 캐리어 답지 않은 행동을 보이고 있다. 처음에는 승진만을 생각하는 전형적인 도련님이었고, 살인사건이 일어났을 때 드물게 스스로 "뭔가 하는 게 좋을까요?"라고 말을 해도 와쿠에게 "도련님은 공부하세요"라는 말을 듣는 처지였다. 하지만 아오시마와 함께 행동하면서 어엿한 한 사람의 형사로 성장해간다. TV 시리즈 제7화에서는 취조 결정권을 얻기 위해 아버지의 힘을 사용해서 구속영장을 신청한다. 완간서 재직중 (TV 시리즈 제10화) 안자이에게 권총으로 총상을 당하지만, 그 뒤 TV 시리즈 최종화 마지막에서 무사히 복귀한다. 그 시점에서 완간서를 떠나는 것이었지만 카시와기 유키노와 함께 있고 싶어서 (공식적으로는 총상으로 인한 컨디션 조절이라는 이유로) 완간서에 계속 있게 된다.
그 뒤에도 본청에 이동하지 않고 연말 스페셜에서는 강력계의 계장이 되고 (그 때문에 계장이었던 우오즈미는 계장 대리로 강등된다.), 가을 스페셜에서는 형사과 과장 대리까지 되었지만, 사가라 쥰코를 놓친 책임을 물어 계장으로 강등되었다.
취미이자 특기는 컴퓨터. TV 시리즈 제5화에서는 경시청 서버에 잠입해서 정보 수집을 할 정도의 솜씨를 보였다. 《교섭인 마시타 마사요시》에서는 애용하는 PC(ThinkPad X40)에 'DEF CON', 「Black Hat」등 해커 단체의 스티커가 붙어있다.
연말 스페셜에서는 자신의 요청으로 출동한 특수급습부대(SAT)의 사진을 찍으려고 하였고, 이 사건 중간에 범인에 의해 점거된 형사과에서 유키노는 내버려둔 채 자신만 빠져나와 유키노에게 미움을 사게 되었다.
THE MOVIE에서는 카시와기 유키노와 함께 엽기 살인범을 이끌어 내었다. 미국 LA 시경에서 위기 협상 연수를 받고, THE MOVIE2에서 귀국하자마자 완간서에서 경시청 최초의 네고시에이터로서 활약한다. 네고시에이터로서의 활약이 언론에 화려하게 보도되면서 영화 《교섭인 마시타 마사요시》에서의 사건으로 연결된다. 또한 THE　MOVIE2의 마지막에서 유키노에게 "결혼하자"고 프로포즈 하지만, "왜 이럴 땐 협상술을 사용하지 않는 거예요?"라는 말을 듣고, 자리에서 일어나 다시 유키노에게 오지만 이번에는 "우리 애 만들자"고 하여 1년간 프로포즈 하지 못하고 보냈다.
THE MOVIE3에서는 새로운 완간서의 서장 예정자로서 경찰서 내부를 돌아다니고, 부하들의 명단을 체크하고 있었다. 그러나, 새로운 서장 취임은 이야기가 끝의 새로운 완간서 행사까지 밝혀지지 않았다.
카시와기 유키노를 오랜 기간 동안 짝사랑하고 있었고, THE MOVIE2에서는 유키노의 사진을 항상 갖고 다니고 있었다. 그래서 스미레는 스토커라고 했지만, 미국에서 연수받는 동안 연락이 되지 않을 때 유키노도 마시타를 의식하고 있는 등의 모습을 보아 유키노도 전혀 마음이 없었던 것은 아닌 것으로 보인다. THE MOVIE3에서 유키노와의 사이에 두 자녀가 있음을 언급하고 있다.
캐릭터의 비중이 TV 시리즈 중간에 커지는 바람에 오프닝 크레딧에는 나오지 않고 있다.

## 같이 보기
- 춤추는 대수사선
- 춤추는 대수사선 등장인물